# Kostelec nad Černými lesy
Kostelec nad Černými lesy (německy Schwarzkosteletz) je město ležící v okrese Praha-východ ve Středočeském kraji. Leží 30 km východně od Prahy v nadmořské výšce kolem 400 m a jak název napovídá, okolo jsou husté, jehličnaté lesy. Žije zde přibližně 4 200 obyvatel, katastrální území města zaujímá rozlohu 1771 ha.

## Název
V minulosti se město nazývalo Černý Kostelec (oficiálně do roku 1920), německy Schwarzkosteletz, latinsky Castelicz cis/ad nigras silvas aj. Přídavné jméno černokostelecký tento název odráží dodnes.
V psaní počátečních písmen názvu Kostelec nad Černými lesy se často chybuje. Podle pravidel českého pravopisu jsou v tzv. souslovných názvech sídel všechna počáteční písmena velká s výjimkou předložek a spojek; tzv. bližší určení, stojící za základem názvu (např. po předložce), se ale píše vždy jen a právě s velkým písmenem v prvním slově (tj. navíc bez ohledu na to, zda existuje konkrétní místní jméno Černé lesy). Přesto bylo do roku 2014 katastrální území uváděno jako Kostelec nad Černými Lesy. Podle zákona č. 51/2020 Sb., o územně správním členění státu a o změně souvisejících zákonů, § 9, se v jeho příloze název „Kostelec nad Černými Lesy“ nahrazuje slovy „Kostelec nad Černými lesy“.

## Historie

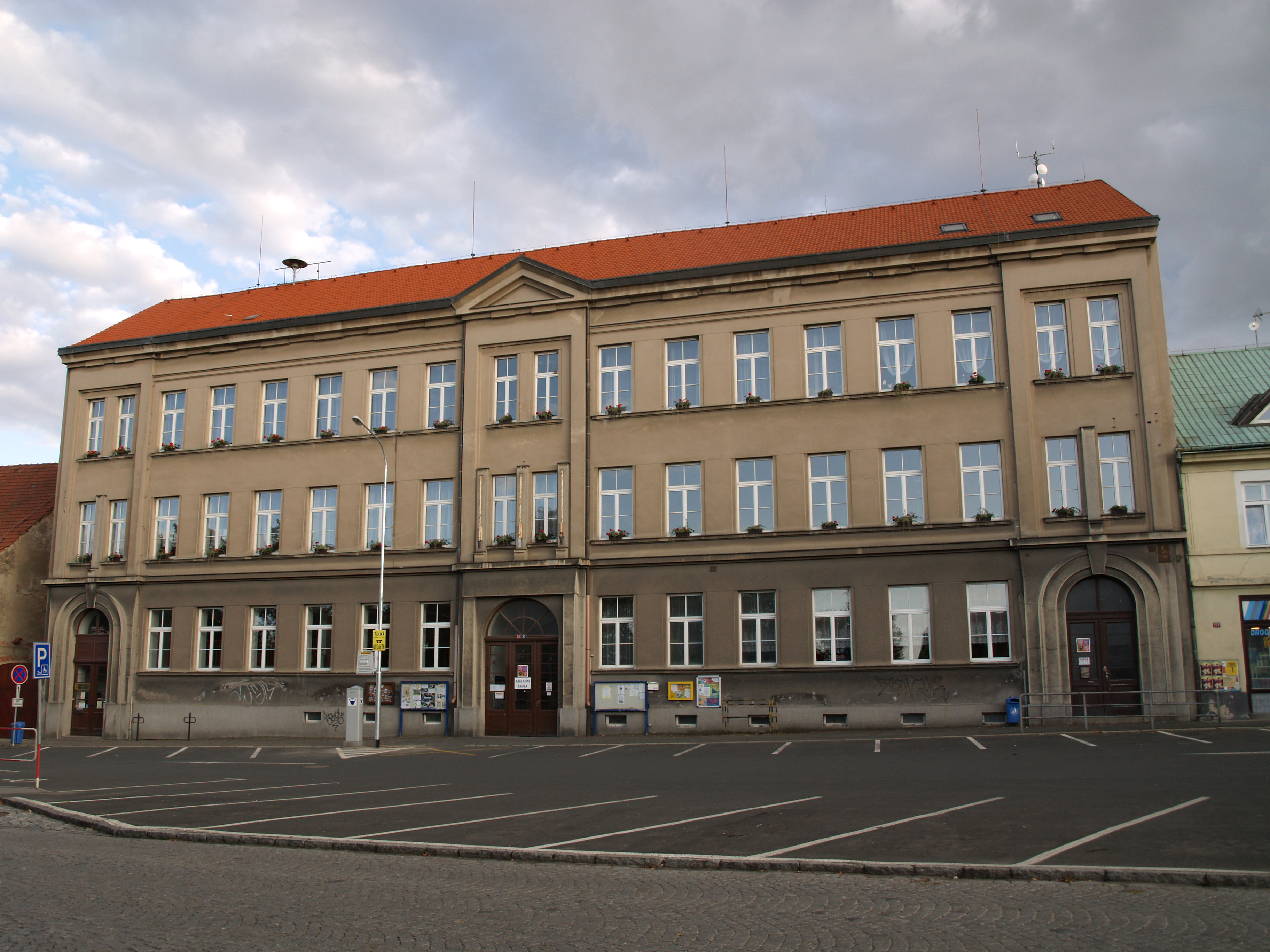
Základní škola a knihovna

První písemné zmínky o městě pochází z počátku 15. století a vztahují se ke královskému hradu, pozdějšímu panskému sídlu. Po bitvě na Bílé hoře jej získali Lichtenštejnové, v jejichž držení byl až do roku 1930. Město se vykoupilo z poddanství roku 1736.
Ve městě neexistuje žádný těžší průmysl, především z toho důvodu, že rozvoj města byl v polovině 19. století negativně poznamenán výstavbou železnice z Prahy na Moravu, která vedla přes nedaleký Český Brod. Následně se i přes opakované snahy místních nepodařilo do města přivést ani lokální dráhu z Říčan. Přesto má město tradici v hrnčířství a keramice. Kulturně-historickou atrakcí jsou každoroční keramické trhy.
Od 17. dubna 2009 město může znovu užívat znak a nově i vlajku.

### Územněsprávní začlenění
Dějiny územněsprávního začleňování zahrnují období od roku 1850 do současnosti. V chronologickém přehledu je uvedena územně administrativní příslušnost města v roce, kdy ke změně došlo:
- 1850 země česká, kraj Pardubice, politický i soudní okres Černý Kostelec[7]
- 1855 země česká, kraj Praha, soudní okres Černý Kostelec[7]
- 1868 země česká, politický okres Český Brod, soudní okres Černý Kostelec[7]
- 1939 země česká, Oberlandrat Kolín, politický okres Český Brod, soudní okres Kostelec nad Černými lesy[8]
- 1942 země česká, Oberlandrat Praha, politický okres Český Brod, soudní okres Kostelec nad Černými lesy[9]
- 1945 země česká, správní okres Český Brod, soudní okres Kostelec nad Černými lesy[10]
- 1949 Pražský kraj, okres Český Brod[11]
- 1960 Středočeský kraj, okres Kolín[12]
- 2007 Středočeský kraj, okres Praha-východ[13]

### Rok 1932
Ve městě Kostelec nad Černými lesy (přísl. 3310 obyvatel) byly v roce 1932 evidovány tyto živnosti a obchody (výběr):
- Instituce: okresní soud, berní úřad, důchodkový kontrolní úřad, zemský úřad pro tuberkulózní muže, poštovní úřad, telegrafní úřad, telefonní úřad, četnická stanice, 2 katolické kostely, evangelický kostel, chudobinec, nemocnice, městský hasičský sbor.
- Živnosti, průmysl a služby: společenstvo různých živností, řezníků a uzenářů, cihelna, mlýn, Hostinský pivovar, 2 strojírny, hlavní sklad tabáku, 3 velkostatky, 2 lékaři, zvěrolékař, 2 advokáti, notář, biograf Sokol, 10 hostinců, 3 hotely (U Černého orla, U Města Prahy, Zelený dům), lékárna, Okresní hospodářská záložna, spořitelní a záložní spolek pro Černý Kostelec, Záložna v Kostelci nad Černými Lesy, zubní ateliér.

## Části města
- Kostelec nad Černými lesy
- Svatbín

Součástí města jsou nyní i někdejší mlynářské samoty Horní Peklov a Dolní Peklov na Jalovém potoce, bývalá hájovna Na Trubech a samota Hošť, pozůstatek vsi zaniklé (vyhořelé) roku 1609.

## Doprava
Územím obce prochází silnice I/2 v úseku Říčany – Kostelec – Kutná Hora a silnice II/108 v úseku Stříbrná Skalice – Kostelec – Přistoupim a silnice III třídy:
- III/1083 Bohumil – Kostelec
- III/1089 ze silnice II/108 přes Svatbín
- III/10816 (Kutnohorská ulice)
- III/1132 Přehvozdí – Truba – Kostelec
- III/33316 Vyžlovka – Kostelec n/Č. l.
- III/33318 z Kozojed k samotě Truba
- III/33320 ze silnice I/2 na Brník
- III/33321 ze silnice I/2 na Prusice
- III/33348 ze silnice I/2 do města

V asi 10 km vzdáleném Českém Brodě vede trať Praha – Česká Třebová, po které jezdí vlaky linky S1 (Praha – Český Brod – Pečky – Kolín).

### Autobusy (stav 2019)
Městem vedou dvě příměstské linky z Prahy – 381 (Praha, Háje – Říčany – Kostelec nad Černými lesy – Zásmuky – Suchdol – Kutná Hora – (od 2012 Kutná Hora v PID)) a 387 (Praha, Háje – Říčany – Kostelec nad Černými lesy – Výžerky – Horní Kruty, Újezdec – Uhlířské Janovice (od 2012 Uhlířské Janovice v PID); a několik meziměstských linek – 652 (Kostelec nad Černými lesy, náměstí – Vitice – Oleška, Krymlov), 654 (Kostelec nad Černými lesy, náměstí – Konojedy – Oplany – Vlkančice – Stříbrná Skalice, náměstí), 659 (Kostelec nad Černými lesy, náměstí – Krupá – Přistoupim – Český Brod, železniční stanice), 660 (Kostelec nad Černými lesy, náměstí – Kozojedy – Přehvozdí – Tuchoraz – Přistoupim – Český Brod, železniční stanice) a 492 (Kostelec nad Černými lesy, náměstí – Jevany – Černé Voděrady); dopravcem je ČSAD POLKOST.
Od prosince 2010 jezdí do Kostelce (pouze v sobotu a v neděli) i noční linka s číslem 959, dopravcem je opět ČSAD POLKOST.
Kostelec nad Černými lesy, náměstí je také jednou ze zastávek dálkového autobusu 700996 s trasou Lanškroun – Česká Třebová – Litomyšl – Vysoké Mýto – Chrudim – Pardubice – Čáslav – Kutná Hora – Kolín – Praha (1 pár spojů týdně), dopravcem je ČSAD Ústí nad Orlicí.

## Pamětihodnosti

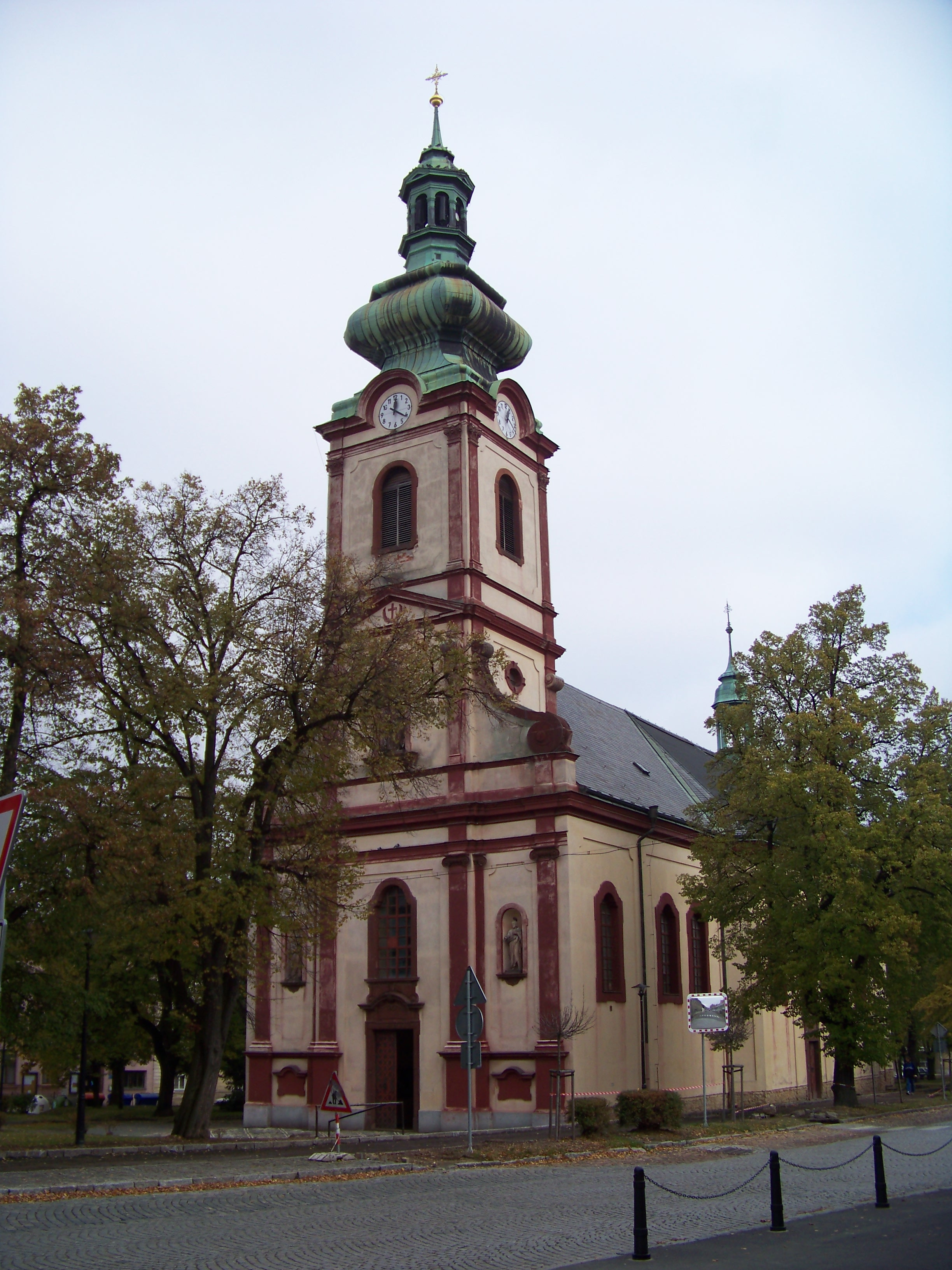
Kostel svatých Andělů strážných na náměstí Smiřických

Historické jádro města je pro své architektonické kvality prohlášeno Ministerstvem kultury ČR městskou památkovou zónou.
- Gotický hrad, přestavěný ve čtyřkřídlý renesanční zámek – Nejpamátnější budovou ve městě je knížecí zámek. Vystavěl jej Jaroslav I. Smiřický ze Smiřic roku 1562 a kněžna Marie Terezie Savojská v letech 1750–1756 přestavěla průčelí. Dnes v zámku sídlí Školní lesní podnik České zemědělské univerzity.
- Zámecká kaple sv. Vojtěcha byla vystavěna Jaroslavem I. Smiřickým v letech 1564–1569 v místě původního opevnění. V 90. letech 20. století byla rekonstruována. Dnes slouží jako aula Fakulty lesnické a environmentální České zemědělské univerzity, je vyhledávaným místem pro svatební obřady a koncerty.
- Farní kostel svatých Andělů strážných na náměstí Smiřických – jednolodní barokní stavba vystavěná v letech 1735–1737. Přední věž dostavěna v letech 1892–1894. Hlavní oltář zřízen roku 1739 nákladem Marie Terezie Savojské, zobrazuje Anděla strážce ujímajícího se mladého poutníka (Archanděla Rafaela s malým Tobiášem).
- Hřbitovní kostel sv. Jana Křtitele – Bývalý hřbitovní kostel byl vystavěn roku 1600. Byl vypálen Švédy, opraven, znovu vyhořel. Po požáru roku 1756 byla původní stavba stržena a roku 1782–1783 vystavěn kostel nynější. Zvonice, prostá hranolová věž stojící opodál a pocházející z první poloviny 17. století, přestála jeho požár v roce 1756 bez pohromy.
- Dům Marie Terezie kněžny Savojské – původně zámecký špitál čili chudobinec, poskytoval ubytování starým sloužícím černokosteleckého zámku. Nechala jej vystavět Marie Terezie Savojská v letech 1726–1728. Budova měla systém teplovzdušného topení. Původní kapacita byla 24 osob. Po rekonstrukci dokončené v roce 1998 slouží dům jako ubytovna s kapacitou 48 lůžek.
- Muzeum hrnčířství – Muzeum hrnčířství a galerie se nachází v budově renesančního panského domu, který v roce 1613 daroval Albrecht Smiřický obci. Před rokem 1668 sídlila v domě radnice. Mnoho historických dokumentů bylo zničeno čtyřmi požáry, které zachvátily budovu. Při poslední rekonstrukci bylo obnoveno původní loubí.
- Bývalý pivovar – objekt z roku 1842 s polygonálním osmistěnným mlatem. V současnosti vzniká v objektu bývalého pivovaru muzeum pivovarnictví, které se snaží uchovat a vystavovat vybavení zaniklých pivovarů.
- Budilova vila – Významnou ukázkou moderní architektury ve městě je zejména letní vila majitele kolínské elektrárny ESSO postavená architektem Jaroslavem Fragnerem ve třicátých letech 20. století (v ulici V koupadlech).
- Lesopark – Z celkové plochy 42,38 ha zaujímá lesní porost plochu 27,59 ha. Dalších 472 stromů porůstá zastavěné části areálu a tvoří doprovodná stromořadí, cest, dominantní solitéry na paloucích, malebné skupiny na volných plochách a dělicí pásy zeleně mezi stavbami. V lesní části je samostatně evidováno ještě 41 stromů, esteticky významných solitér. Lesopark byl vytvořen ve 30. letech z lesních pozemků, předaných lichtenštejnskou lesní správou a postupně doplněn budovami. Druhové i věkové složení je pestré, v lesní části dominují 200leté buky a duby, zeleň v parkové část je nejrůznějšího zeměpisného původu. Cílem projektu relaxační stezky je zpřístupnění lesoparku jako naučného a oddychového místa pro obyvatele areálu, občany a návštěvníky města. Pro poučení je vybudována naučná stezka, seznamující s význačnými dřevinami, k relaxaci pak úprava zákoutí s lavičkami, vybudování dětského hřiště a hřiště pro malé míčové sporty.
- Cihelna Jaroslava Veselého – Cihelnu při silnici na Konojedy nechal postavit v letech 1925 až 1926 Jaroslav Veselý, majitel velkostatku a cihelny v Molitorově u Kouřimi. Stavbu cihelny realizoval zdejší stavitel Václav Zourek podle vlastních plánů, komín pak postavili architekt a stavitel B. Kolář a A. Stránský z Prahy-Smíchova. Cihelna měla halu s kruhovou pecí, okolo byly otevřené sušárny a přístavba na výrobu drenážních trubek. Od padesátých let 20. století továrnu provozovalo družstvo Keramo, které zde vyrábělo květináče z lisované cihlářské hlíny až do poloviny 90. let.[16] Dominantou dnes nepříliš udržovaného areálu je 35 metrů vysoký cihlový komín.[17] Při Pražské ulici na západě města se dochovaly zbytky keramického závodu a parní pily, které byly postavené v letech 1923 až 1927. Z továrny, zbořené v roce 2011 kvůli výstavbě supermarketu, se dochovala jedna budova a 25 metrů vysoký komín.[18]

### Zaniklé stavby
- Větrný mlýn

## Osobnosti

### Rodáci
- Jaroslav Čulík (1861–1942), právník, notář
- Karel Hermann-Otavský (1866–1939), právník a rektor Karlovy univerzity
- Karel Vaněk (politik) (1866–1924), český politik, první český starosta Brna
- Eduard Neumann (lékař) (1868–1942), český lékař, voják, překladatel a básník
- Václav Bolen (1887–1963), politik
- Karel Vaněk (spisovatel) (1887–1933), spisovatel a novinář, pokračovatel nedokončeného románu Jaroslava Haška Osudy dobrého vojáka Švejka za světové války
- Fritz Kausek (1890–1951), malíř
- Jiří G. Corn (1920–1996), předseda České národní rady v Kanadě, nositel Řádu Kanady
- Eva Švankmajerová (1940–2005), výtvarnice, básnířka a prozaička
- Jarmila Boháčková (1947–2005), poslankyně Poslanecké sněmovny Parlamentu České republiky

### Osobnosti spojené s městem
- Karel Pavlík (1900–1943), voják, velel obraně Czajankových kasáren

## Galerie

Památné stromy
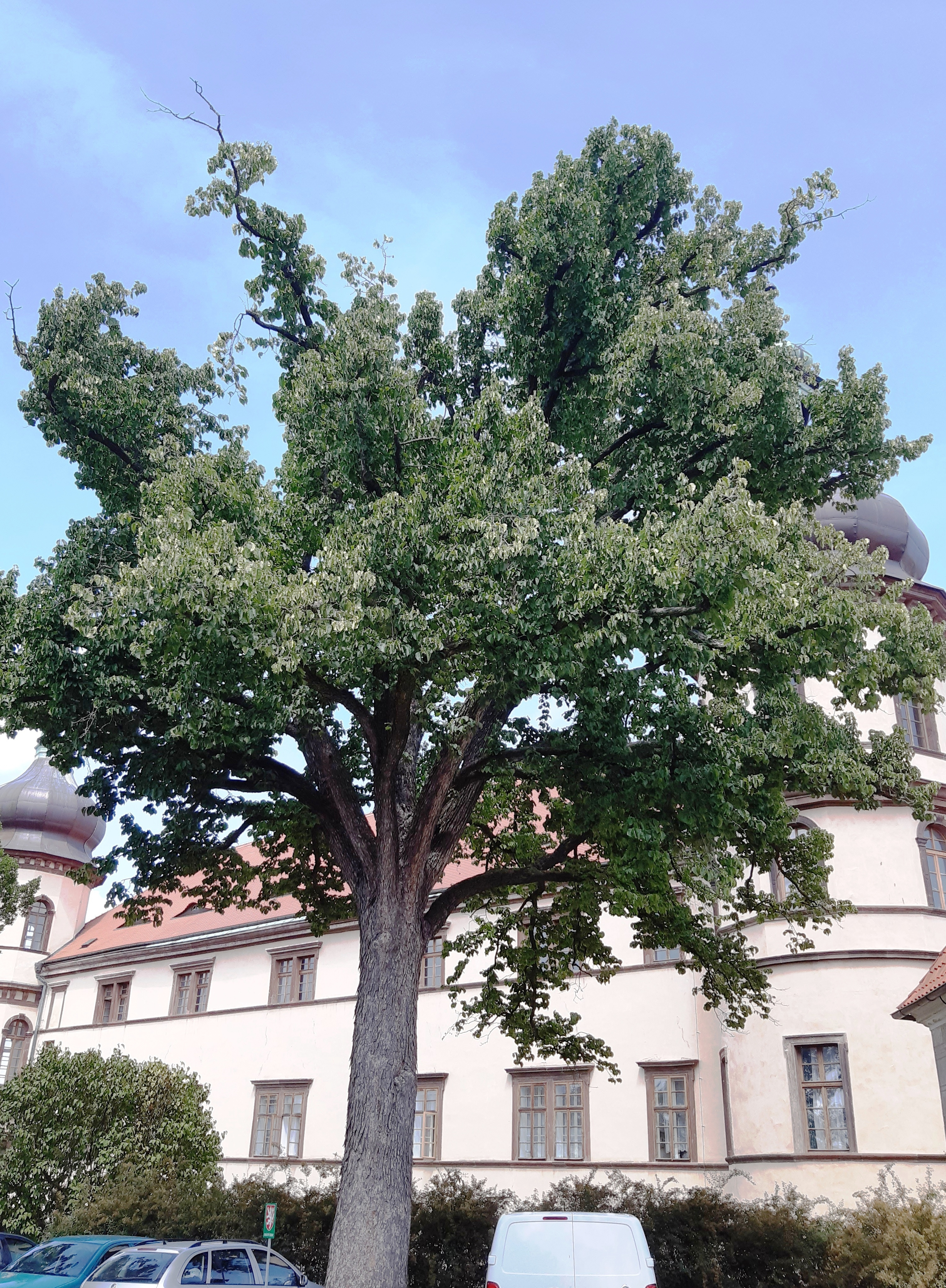
Líska turecká (u zámku)
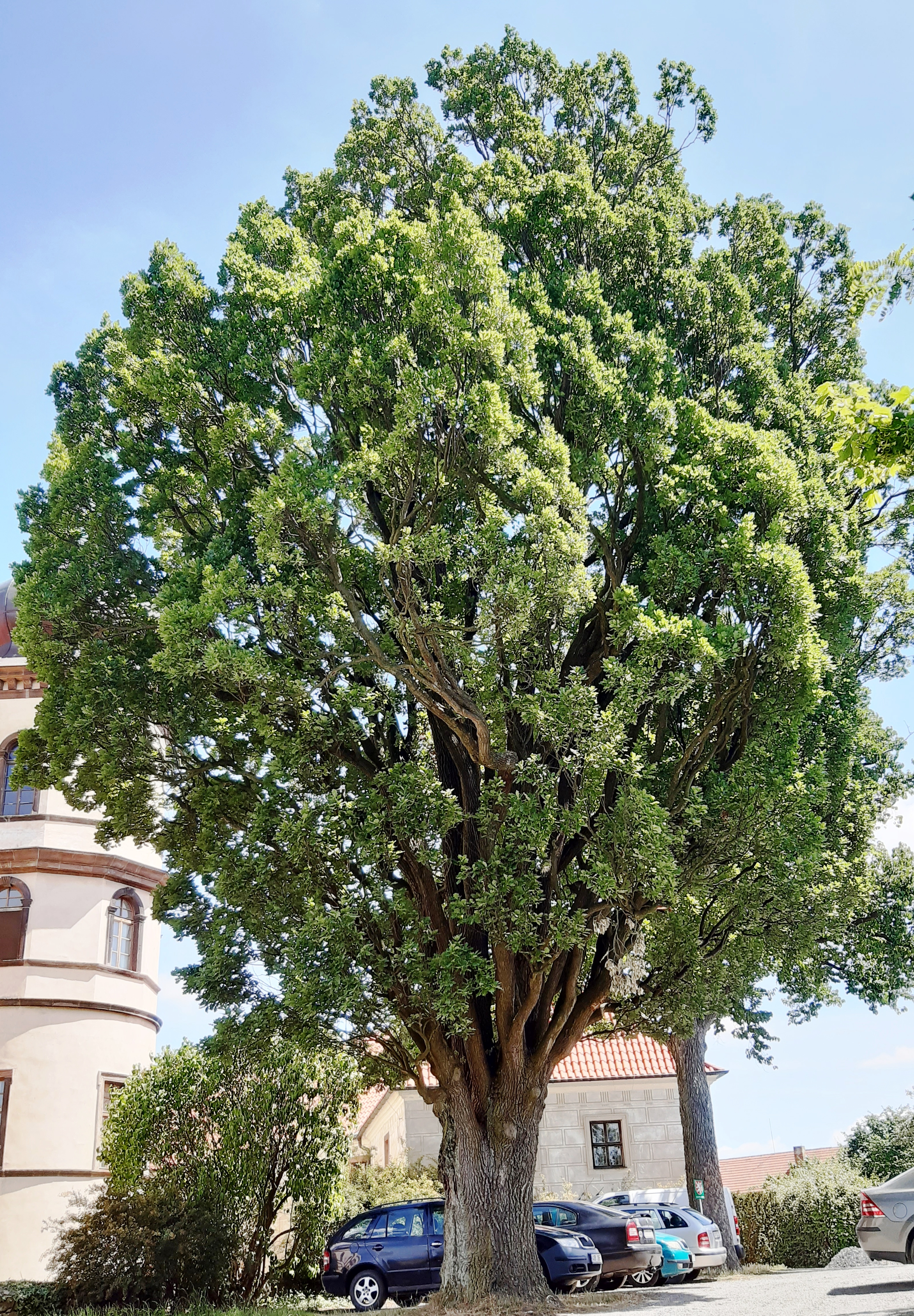
Dub letní sloupovitý (u zámku)
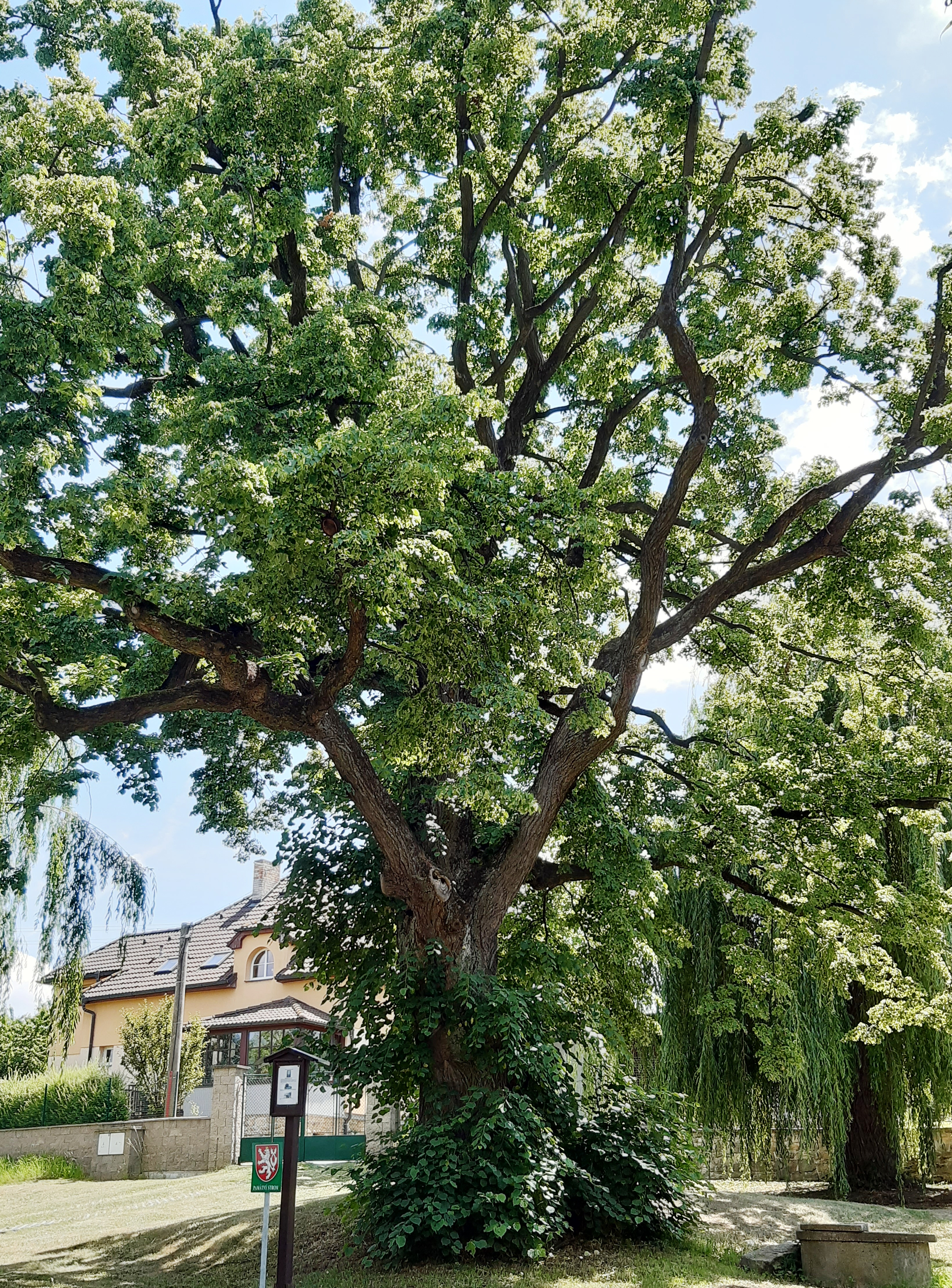
Lípa malolistá (ve středu Ruské ulice)

## Partnerská města
- Mamirolle, Francie

### Související článek
- Masakr v Kostelci nad Černými lesy